# Argyreus argynnis
Argyreus argynnis är en fjärilsart som beskrevs av Dru Drury 1773. Argyreus argynnis ingår i släktet Argyreus och familjen praktfjärilar. Inga underarter finns listade i Catalogue of Life.